# Club Atlético Boca Juniors (basket-ball)
Maillots
Le Club Atlético Boca Juniors, est un club omnisports argentin. Sa section basket-ball évolue en Liga Nacional de Básquetbol, soit le plus haut niveau du championnat argentin. Le club est basé dans la ville de Buenos Aires.
Au niveau local, le Club compte quatre championnats de LNB (1996-97, 2003-04, 2006-07 et 2023-24), et huit coupes nationales, dont cinq éditions consécutives de la Coupe d'Argentine (meilleur vainqueur de la compétition : 2002, 2003, 2004, 2005 et 2006), un Tournoi de Top 4 en 2004, une Super Coupe en 2024 et une Coupe Super 20 en 2025. Il a également remporté 22 titres à l'ère amateur, le plus notable étant le Championnat des clubs argentins de 1963 (la plus haute catégorie du basket-ball argentin à l'ère amateur).
Au niveau international, il a remporté trois titres, tous dans le Championnat des clubs champions sud-américains (2004, 2005 et 2006). En incluant les tournois nationaux et internationaux, c'est le troisième club avec le plus de titres dans l'histoire du basket argentin : 16 titres officiels, derrière Peñarol (17) et Atenas (20).

## Historique
(mars 2025).
- Si vous ne connaissez pas le sujet, laissez ce bandeau (vous pouvez alors contacter les auteurs).
- Si vous supprimez le contenu mis en cause (vous pouvez préalablement contacter les auteurs),

argumentez précisément cette suppression dans la page de discussion
(un manque de référence n'est pas un argument ; une recherche réelle de référence doit avoir été effectuée, être formellement documentée).

### Amateurisme
La section de basket-ball du club a été créée en 1929 et l'année suivante, elle a rejoint la Fédération argentine de basket-ball, jusqu'alors seule entité dirigeante du basket-ball métropolitain, où elle concourrait dans des divisions mineures. La grande histoire du basket-ball n'émergera qu'avec la création de la nouvelle entité dirigeante du basket-ball de Buenos Aires, la Buenos Aires Basketball Association, une organisation semi-amateur à laquelle rejoindraient la plupart des clubs de football. De 1937 à 1974, le basket-ball de la ville et des environs serait partagé entre « ceux qui ne facturent pas » de la FABB, puis l'Association Porteña de Basketball depuis 1954 et « ceux qui chargent » de l'ABA, même s'il y aurait plusieurs nuances pour définir l'amateurisme du basket-ball. Boca Juniors, sous l'organisation de l'ABA, participe aux tournois d'ouverture jusqu'au milieu de l'année et aux championnats officiels au deuxième semestre et depuis 1951 aux tournois métropolitains, qui réunissent les meilleures équipes de l'association Buenos Aires et de la Fédération de basket-ball (plus tard l'association Porteña), à la fin de l'année.

### L'équipe All-Star
Dans les années 1940, Boca Juniors était connue comme « l’équipe d’étoiles ». À cette époque, Boca a remporté les tournois d'ouverture de 1938 et 1939 et les championnats officiels de l'Association de Buenos Aires en 1940 et 1941. L'équipe a enrôlé ces hommes, par ordre alphabétique : Pedro Aizcorbe, Daniel Anglés, Elías Bissio, Roberto Contini, Alberto Dayán, Víctor Di Vita, José Giuliano, Carlos Induni, Felipe Mattianich, Mario Mattioni, Pedro Rodríguez et Carlos Stroppiana.

### Retour à la gloire
Déjà en 1955, Boca avait l'intention de restaurer son prestige dans le basket-ball. Le projet a commencé avec l'embauche des joueurs de Rosario Enrique Borda en 1954 et Bernardo Schime et Rubén Petrilli (un an plus tard). Fazio, Alberto Noval et Egidio De Fornasari faisaient déjà partie de l'équipe. La direction technique a été confiée à Andrés « Naranjito » Rossi.
Entre 1956 et 1957, de grands joueurs continuent d'arriver, comme José Olivera de Santa Fe, José Novoa et Luis Pérez. Ce projet Rossi a commencé à porter ses fruits avec le début d'une série interminable de succès. Le premier fut le Tournoi Métropolitain en 1957, un titre que Boca réitéra en 1959, après avoir terminé vice-champion en 1958. Il obtint également le statut de vice-champion de l'Association de Buenos Aires en 1958 et 1959.

### La triple-triple couronne

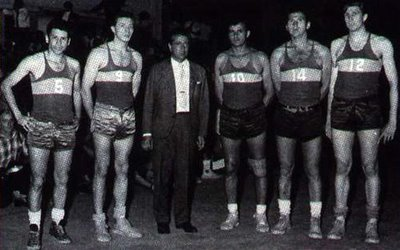
L'équipe multi-champions du début des années 60.

Après le passage de Rossi comme directeur technique de Boca, est arrivé Abelardo Rafael Dasso, avec qui a vécu le cycle le plus important de l'histoire du basket-ball de Boca Juniors. A côté de lui, Boca est sorti dans le rectangle avec Enrique Borda, Jesús María Díaz, Miguel Carrizo, Bernardo Schime, Alberto Desimone, Luis Pérez, Egidio De Fornasari, Alberto Noval, Héctor Vázquez, Rubén Castelli, Juan Carlos Mazzini, Abel Rojas, Luis Torrás, Edgardo Molinari et Héctor Rosales. En 1961, 1962 et 1963, Xeneize remporte la triple couronne : ils sont champions de l'Association de Buenos Aires, de l'Apertura et du Metropolitano. Au cours de cette période, il a disputé 93 matchs, avec un bilan de 89 victoires et seulement 4 défaites.
Boca a également remporté le Tournoi d'ouverture de 1964 et les championnats de l'Association de Buenos Aires en 1965, 1966 et 1967, toujours sous la direction technique de Dasso et sous la direction sur le terrain de « Chino » Díaz.
Boca fut à nouveau champion du Metropolitano en 1969 et vice-champion du Tournoi Officiel de l'Association Buenos Aires. En 1970, Enrique Borda était l'entraîneur bleu et or, qui a implanté une équipe de base composée de Juan Carlos Mazzini, Néstor Delguy, Adalberto Gusso, Emilio Dumani, Juan Tito et Jesús Díaz.

### Ère professionnelle

#### 1988: promotion dans la Ligue Nationale de Basketball
En 1988, il atteint la catégorie la plus élevée et devient champion du tournoi organisé par la Confédération argentine de basket-ball (CABB). Entraîneur Horacio Seguí, qui fut plus tard et pendant des années, entraîneur de l'Équipe nationale argentine de ce sport. 

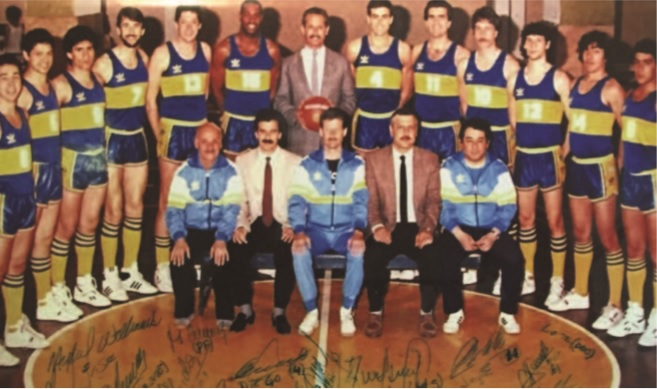
Équipe de basket-ball de Boca Juniors. Champion de la Ligue nationale B 1988.

Sur la photo l'équipe de promotion, selon le numéro de maillot: 
4 Diego de Simone
5 Pichi Cerizolla
6 Carlos centeno
7 Ratones
10 Gato Meire
11 de Vicente
12 Sachi
13 Horacio Veigier
14 Jorge Malerba
15 Tomy Minor

### 1996-97: inauguration du Stade Luis Conde et premier titre LNB
Lors de la saison d'inauguration du Stade Luis Conde (La Bombonerita), il est devenu, pour la première fois, champion de la Ligue Nationale lors de la saison de la 1996-97 après avoir battu l'Independiente (GP) 4-1 en finale. Sur 58 matchs, ils en ont remporté 42 (72,4 %) et en ont perdu 16. 1996-97 L'équipe championne était : Byron Wilson, Jerome Mincy, Ariel Bernardini, Luis Villar, Sebastián Festa, Gabriel Fernández, Claudio Farabello, Gustavo Ismael Fernández, Diego Prego, Claudio Chiappero, Sebastián Acosta, Esteban Acosta et Fernando Oyarzún. L'entraîneur était Julio Lamas.

### 2003-04: deuxième titre de la LNB
Pour la Ligue nationale de basket-ball 2003-04, il a obtenu la 1ère place de la première phase de la zone sud. Répétez le premier placement au deuxième tour, obtenant ainsi un placement dans toutes les séries Play Offs en compétition. Ils ont battu Belgrano (SN) en quarts de finale 3-0 et Obras en demi-finale 3-1. En finale, ils ont affronté Gimnasia (LP) où ils ont perdu leurs premiers matchs dans les conditions locales. Il a réussi à renverser la situation et à terminer avec une victoire 4-2. En 57 matchs, ils en ont gagné 44 (77,2%) et en ont perdu 13 (dont un pour disqualification en seconde période de finale, en raison d'un problème avec l'horloge de 24 secondes). Nombre moyen de buts: 95,8 pour et 85,0 contre. L'équipe championne était: Fernando Malara, Matías Sandes, Martín Leiva, Pablo Rodríguez, Diego Guaita, Paolo Quinteros, Byron Wilson, Juan Sartorelli, Lucas Ortiz, Jonathan Slider, Dewayne McCray, Alejandro Burgos, Matías Fioretti, Leonardo Peralta, Santiago González, Sebastián Chaine et Nicolas Mendyk. Entraîneur : Sergio Hernández.

### 2004-05: premier championnat international
Il était membre du groupe B du Championnat sud-américain des clubs champions 2004. Le Tournoi a commencé par une défaite contre Guácharos (Venezuela) par 78-76. Le deuxième match a battu Piratas de Medellín (Colombie) 94-62. Le troisième match a été remporté par Uberlândia (Brésil) 94-83. Il a ainsi réussi à se qualifier pour les demi-finales, où il a affronté le Deportivo San José (Paraguay) qu'il a battu 82-78. En finale, ils ont battu Delfines (Venezuela) 92-87. Il devient ainsi pour la première fois champion international.

### 2005-06: deuxième titre de la Ligue sud-américaine
Il a participé au 2005 en tant que défenseur du titre. Il était membre du groupe B pour la phase de groupes, composé de Libertad (S), Salto (Uruguay) et Delfines (Venezuela). Ils se sont qualifiés pour la ronde après avoir terminé à la deuxième place, résultat de deux victoires et une défaite. En demi-finale, ils ont battu le Ben Hur en tant que visiteur par 70-65. En finale, ils ont battu Uberlândia (Brésil) 85-75. De cette façon, il a été proclamé double champion de Rafaela avec Carlos Duro comme entraîneur.

### 2006-07: Champion LNB et triple championnat sud-américain
Avec Gabriel Piccato comme entraîneur, l'équipe a remporté sa troisième Ligue nationale lors de la saison 2006/07, provoquant la surprise après un début de saison difficile où l'entraîneur Eduardo Cadillac a été remplacé faute de résultats. L'équipe a rejoint la zone Sud lors de la première phase, où avec un bilan de 7 victoires et 7 défaites, elle s'est qualifiée à la quatrième et dernière position pour le tournoi Super 8 2006. Lors de la deuxième phase, ils ont atteint la troisième place du classement avec 19 victoires et 13 défaites. En quarts de finale des Play Offs, ils ont battu Ben Hur 3-2 et Libertad (S) en demi-finale 3-2. En finale, ils ont battu Peñarol 4-2, emportant le terrain après les avoir battus à Mar del Plata et se sont finalement consacrés à La Bombonerita, remportant le troisième titre de Ligue. Sur 59 matchs, il a réalisé 35 victoires (58,3%) et 24 défaites. Nombre moyen de buts : 79,3 pour et 78,03 contre. L'équipe championne était composée de Luis Cequeira, Leonardo Gutiérrez, Martín Leiva, Jamal Robinson, Raymundo Legaria, Jonatan Slider, Lázaro Borrell, Federico Aguerre, Gustavo Oroná, Leandro Podesta, Patricio Rodríguez, Rodrigo Sánchez, Leandro Palladino, Lucas Ortiz, Matías Fioretti et Nahuel Rodríguez,. 
Participation au Championnat sud-américain des clubs champions 2006. Ils ont remporté la première journée contre le Deportivo San José (Paraguay) 78-62. À la deuxième date, ils ont battu l'UniCEUB (Brésil) par 76-74. À la troisième date, ils ont battu le Gimnasia (CR) 91-78. Pour la Date 4, ils ont battu le Universidad Católica (Chili) 94-67. À la date 5, il a battu Guerreros de Lara (Venezuela) 97-85. De cette façon, ils ont été proclamés triples champions du Tournoi, avec Eduardo Cadillac comme entraîneur.

### 2023-24: Champion de la Ligue Nationale de Basketball après 17 ans

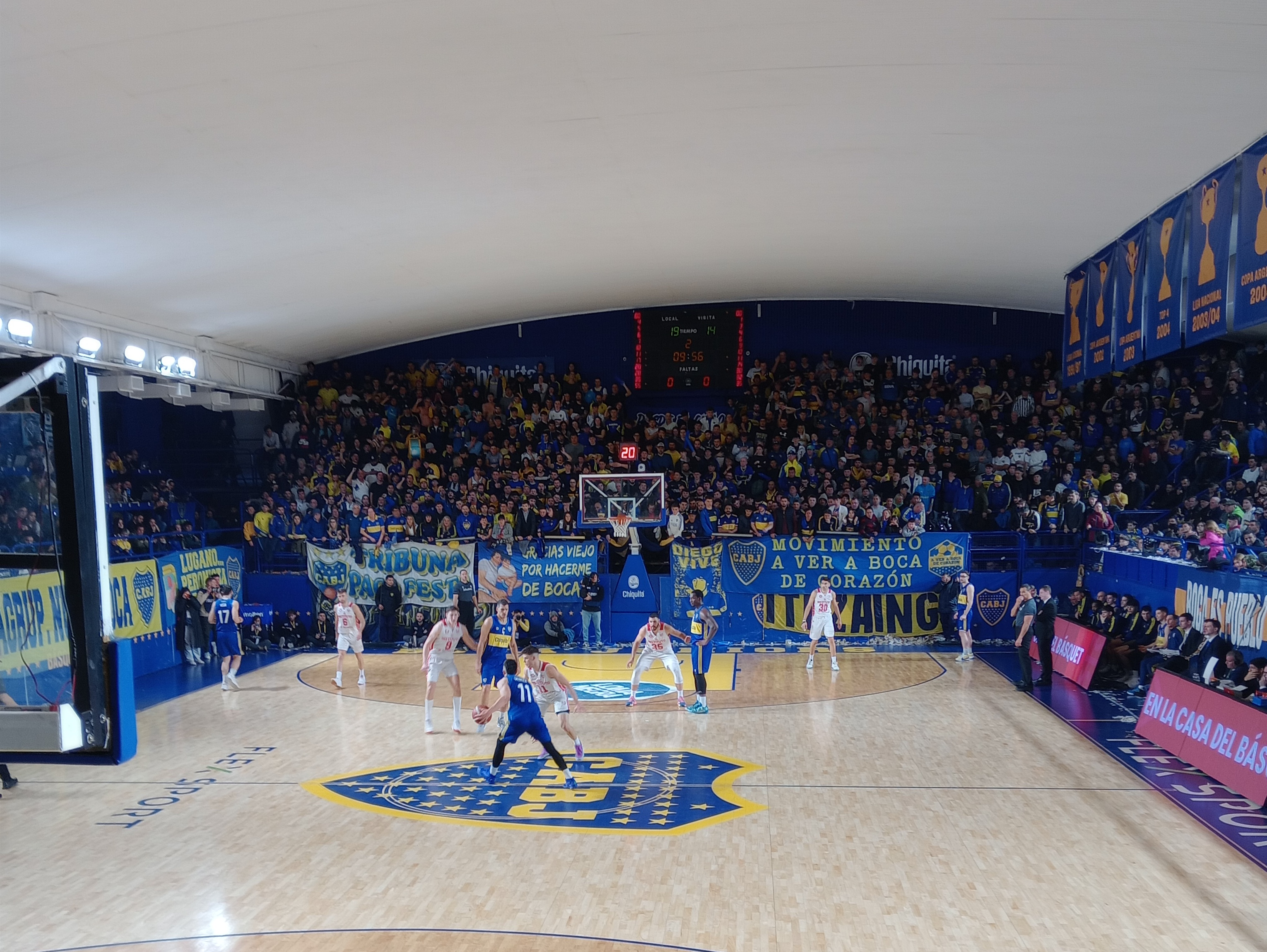
Boca face à l'Instituto de Córdoba à domicile lors de la finale 2023-24.

Lors de la saison 2023-24, elle a commencé avec cinq victoires consécutives pour consolider la première place. Ensuite, l'ensemble des qualifiés a continué à se battre pour la quatrième place qui leur permettrait de se qualifier pour les quarts de finale des Play Offs, en évitant l'étape de reclassement. En cours de route, l'entraîneur Carlos Duro a démissionné, après une série de défaites contre les derniers du tableau, passant de la quatrième à la neuvième place avec un bilan de 19-12. L'adjoint de Duro, Gonzalo Pérez (premier entraîneur), a continué à diriger l'équipe, où il a réussi à terminer à la quatrième place lors du dernier match, avec un bilan total de 24-14. En quarts de finale, ils ont battu San Lorenzo 3-1. Pour les demi-finales, ils ont affronté le champion en titre et premier du classement général Quimsa, qu'ils ont battu 3-2. En finale, ils ont affronté l'Instituto où, après avoir perdu 0-2, ils ont inversé le résultat et ont gagné 4-2 à La Bombonerita et avec leur peuple, remportant ainsi leur quatrième titre de Ligue Nationale après 17 ans. Ils ont éliminé les trois derniers champions de la Ligue en quarts de finale, demi-finales et finale. Ils ont terminé la saison à la deuxième place du tableau final, résultat de 33 victoires (64,1%) et 19 défaites. Les champions : José Vildoza, Leonel Schattmann, Leonardo Mainoldi, Marcos Mata, Wayne Langston, Sebastián Vega, José Defelippo, Raven Barber, Juan Martin Guerrero, Manuel Rodríguez, Nicolas Stenta et Tiziano Prome.

## Stade

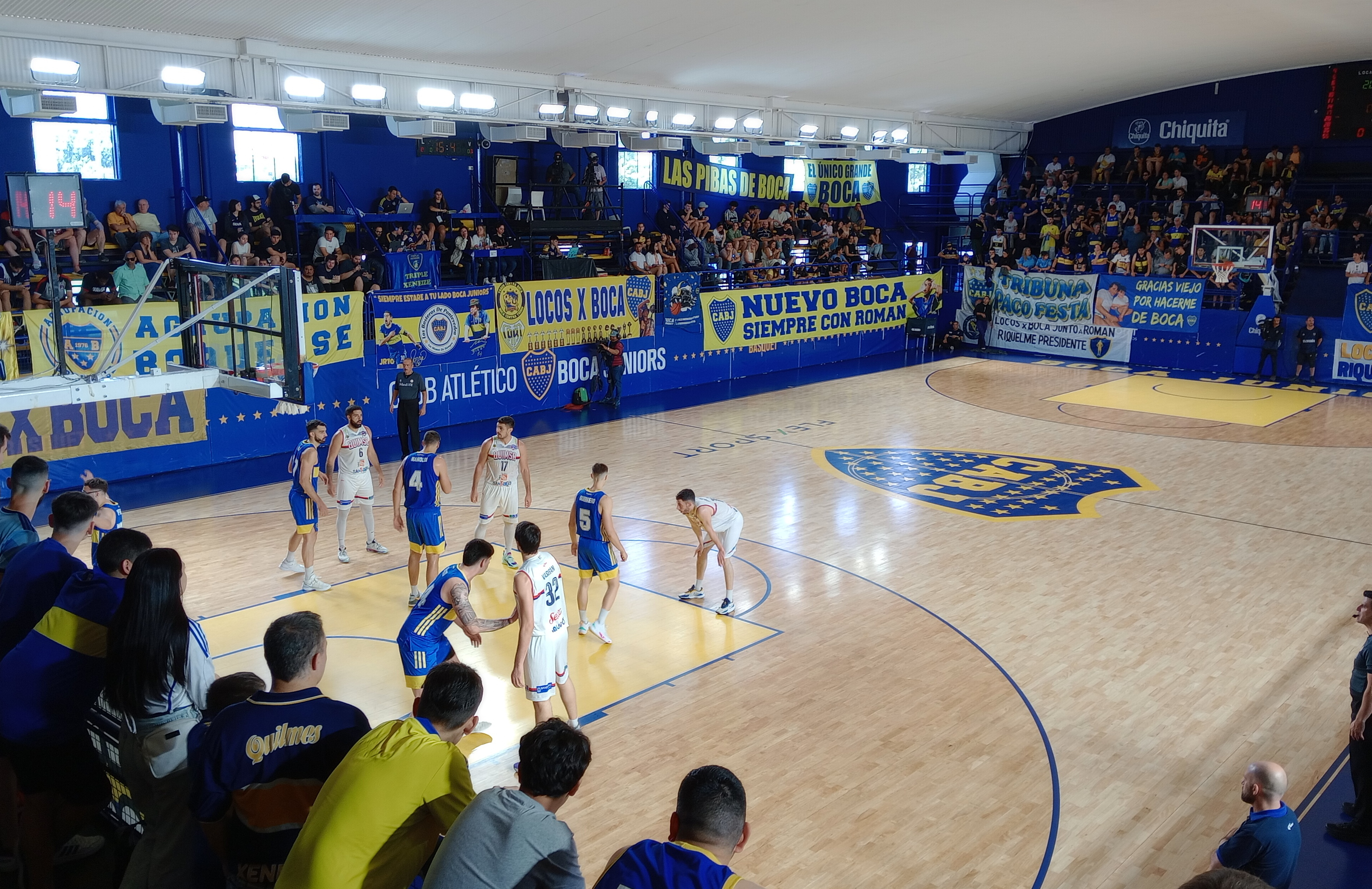
Boca Juniors face à Quimsa pour la saison régulière 23/24

Situé à Arzobispo Espinosa 600, dans le quartier de Buenos Aires La Boca, le «Stade Luis Conde», connu sous le nom de «La Bombonerita» (en référence au nom du stade de football, La Bombonera (litteralement la boîte de chocolats), Il a été inauguré le 29 juin 1996 par le président de l'époque Mauricio Macri et a une capacité de 2 400 spectateurs. A cette date, son baptême eut lieu avec une confrontation amicale entre les locaux, et Obras Sanitarias, qui s'est terminé 85 à 74 pour l'équipe locale.
En juin 2022, une série de réformes ont été annoncées et devraient être achevées d’ici octobre de la même année, mais ont finalement été achevés en janvier 2023. La rénovation du stade consistait à remplacer le terrain de jeu, avec certification FIBA; un système d'éclairage à projecteur LED 5700K; une rénovation des vestiaires, des bureaux, des entrées et des extérieurs, en plus de l'installation de la climatisation centrale. Le stade a été rouvert le 16 janvier avec le match entre Boca et Club Ciclista Olímpico par le Liga Nacional de Básquet 2022-23, qui a culminé avec une victoire de Boca par 84 à 76.

## Palmarès
| Compétitions nationales | Compétitions internationales |
| - Championnat d'Argentine (4): - Champion: 1996-97, 2003-04, 2006-07, 2023-24 - Vice-champion: 1997-98, 2002-03, 2004-05, 2022-23 - Championnat des clubs argentins (1): - Champion: 1963 - Supercoupe de la Liga (1): - Champion: 2024 - Coupe Super 20 (1): - Champion: 2025 - Coupe d'Argentine (5): - Champion: 2002, 2003, 2004, 2005, 2006 - Tournoi Top 4 (1): - Champion: 2004 - Vice-champion: 2002, 2003 - Tournoi Super 8 (0): - Vice-champion: 2006 - Coupe Challenge (0): - Vice-champion: 2007 | - Ligue sud-américaine (0): - Vice-champion: 1999 - Championnat Sudaméricain (3): - Champion: 2004, 2005, 2006 - Vice-champion: 2007 |

## Entraîneurs successifs
- Cette liste ne comprend que les entraîneurs du Club Atlético Boca Juniors à partir de 1985, où l'ère professionnelle du basket-ball argentin a commencé..

| Non. | Entraîneurs        | Mandats      |
| ---- | ------------------ | ------------ |
| 1    | Edgardo Parizzia   | 1985         |
| 2    | Horacio Greco      | 1986–87      |
| 3    | Horacio Seguí      | 1988         |
| 4    | Alberto Finger     | 1989–92      |
| 5    | Ronaldo Córdoba    | 1992–93      |
| 6    | León Najnudel      | 1993–95      |
| 7    | Julio Lamas        | 1995–97      |
| 8    | Néstor García      | 1997–99      |
| 9    | Rubén Magnano      | 1999–00      |
| 10   | Néstor García      | 2000–01      |
| 11   | Fernando Duró      | 2001–03      |
| 12   | Sergio Hernández   | 2003–05      |
| 13   | Carlos Duro        | 2005–06      |
| 14   | Eduardo Cadillac   | 2006         |
| 15   | Gabriel Piccato    | 2006–08      |
| 16   | Oscar Sánchez      | 2008         |
| 17   | Fernando Duró      | 2008–09      |
| 18   | Pablo D'Angelo     | 2009–10      |
| 19   | Oscar Sánchez      | 2010–12      |
| 20   | Néstor García      | 2012–13      |
| 21   | Carlos Duro        | 2013–14      |
| 22   | Ronaldo Córdoba    | 2014–15      |
| 23   | Adrián Capelli     | 2015–16      |
| 24   | Ronaldo Córdoba    | 2016–17      |
| 25   | Gustavo Fernández  | 2017–18      |
| 26   | Guillermo Narvarte | 2018–20      |
| 27   | Gonzalo García     | 2020–23      |
| 28   | Carlos Duro        | 2023–24      |
| 29   | Gonzalo Pérez      | 2024–Présent |

## Saison après saison
- Cette liste ne comprend que les statistiques de Boca Juniors depuis 1985, lorsque l'ère professionnelle du basket-ball argentin a commencé..

 Champions   Finalistes   Ascension   Déclin  
| Saison  | Division | Pos.     | V-D     | %    |
| ------- | -------- | -------- | ------- | ---- |
| 1985    | 2.°      | ?        | ?       | ?    |
| 1986    | 2.°      | ?        | ?       | ?    |
| 1987    | 2.°      | 23.°     | ?       | ?    |
| 1988    | 2.°      | 1.°      | ?       | ?    |
| 1989    | 1.°      | 14.°     | 12–19   | .387 |
| 1990    | 2.°      | 2.°      | ?       | ?    |
| 1990–91 | 1.°      | 10.°     | 16–25   | .390 |
| 1991–92 | 1.°      | 13.°     | 17–29   | .369 |
| 1992–93 | 1.°      | 13.°     | 23–29   | .442 |
| 1993–94 | 1.°      | 12.°     | 18–30   | .375 |
| 1994–95 | 1.°      | 4.°      | 30–21   | .588 |
| 1995–96 | 1.°      | 8.°      | 28–24   | .538 |
| 1996–97 | 1.°      | 1.°      | 42–16   | .724 |
| 1997–98 | 1.°      | 2.°      | 39–16   | .709 |
| 1998–99 | 1.°      | 5.°      | 32–17   | .653 |
| 1999–00 | 1.°      | 5.°      | 32–17   | .653 |
| 2000–01 | 1.°      | 3.°      | 32–20   | .615 |
| 2001–02 | 1.°      | 4.°      | 33–17   | .660 |
| 2002–03 | 1.°      | 2.°      | 38–11   | .775 |
| 2003–04 | 1.°      | 1.°      | 44–13   | .771 |
| 2004–05 | 1.°      | 2.°      | 40–16   | .714 |
| 2005–06 | 1.°      | 5.°      | 31–21   | .596 |
| 2006–07 | 1.°      | 1.°      | 36–24   | .600 |
| 2007–08 | 1.°      | 5.°      | 29–19   | .604 |
| 2008–09 | 1.°      | 7.°      | 26–27   | .490 |
| 2009–10 | 1.°      | 3.°      | 31–23   | .574 |
| 2010–11 | 1.°      | 13.°     | 17–30   | .361 |
| 2011–12 | 1.°      | 8.°      | 22–30   | .423 |
| 2012–13 | 1.°      | 4.°      | 32–20   | .615 |
| 2013–14 | 1.°      | 3.°      | 32–20   | .615 |
| 2014–15 | 1.°      | 14.°     | 23–34   | .403 |
| 2015–16 | 1.°      | 17.°     | 25–31   | .446 |
| 2016–17 | 1.°      | 19.°     | 20–41   | .327 |
| 2017–18 | 1.°      | 14.°     | 17–26   | .395 |
| 2018–19 | 1.°      | 7.°      | 25–23   | .520 |
| 2019–20 | 1.°      | 9.°      | 13–13   | .500 |
| 2020–21 | 1.°      | 3.°      | 27–15   | .642 |
| 2021–22 | 1.°      | 4.°      | 29–19   | .604 |
| 2022–23 | 1.°      | 2.°      | 35–19   | .648 |
| 2023–24 | 1.°      | 1.°      | 34–19   | .642 |
| Totaux  |          | 4 Titres | 980–774 | .559 |